# Лысые ибисы
Лысые ибисы (лат. Geronticus) — род птиц семейства ибисовых.
Ареал — юг Африки и район Средиземноморья, преимущественно горные районы.
В роду выделяют два живущих вида — лысый ибис (Geronticus calvus) и лесной ибис (Geronticus eremita), а также несколько вымерших. Лесной и лысый ибисы — птицы с длиной тела до 70—80 см и массой до 1,2—1,5 кг, внешне схожи, но у лесного ибиса на голове есть хохолок.
Лысый ибис (южный лысый ибис) распространён только в горных регионах юга Африки (Лесото, ЮАР, Свазиленд), прежде всего, он населяет Драконовы горы. Птицы предпочитают высоко расположенные луга с низкой травой на высоте от 1200 до 1850 м над уровнем моря.
Ареал лесного (северного лысого) ибиса — район Средиземноморья: север Африки, юг Европы, Ближний Восток, хотя ещё в XVII веке обитал на территориях у Альп. В Европе в диком виде исчез. Обитает в Марокко и Турции, около десятка пар обнаружено в Сирии.
Ископаемые виды Geronticus perplexus, Geronticus apelex и Geronticus balcanicus датируются несколькими миллионами лет.